# Casola di Napoli
Casola di Napoli é uma comuna italiana da região da Campania, província de Nápoles, com cerca de 3.657 habitantes. Estende-se por uma área de 2 km², tendo uma densidade populacional de 1829 hab/km². Faz fronteira com Gragnano, Lettere.

## Demografia
| Variação demográfica do município entre 1861 e 2011                               |
|                                                                                   |
| Fonte: Istituto Nazionale di Statistica (ISTAT) - Elaboração gráfica da Wikipedia |